# Gahura
Gahura (też: Krzywy) – niewielki potok w Paśmie Czantorii w Beskidzie Śląskim, lewobrzeżny dopływ Wisły. Długość ok. 2,9 km.
Źródła Gahury znajdują się na wysokości ok. 850 m n.p.m., na wschodnich stokach kopuły szczytowej Wielkiej Czantorii. Potok (w górnym biegu nazywany też Bucznikiem) spływa w kierunku wschodnim. Na wysokości ok. 485 m n.p.m. przyjmuje swój prawobrzeżny dopływ - potok Krzywy, po czym na wysokości ok. 405 m n.p.m. uchodzi do Wisły w Wiśle Obłaźcu, pomiędzy mostami drogowym i kolejowym na tej rzece. Jego dolina oddziela północno-wschodnie ramię Wielkiej Czantorii z polaną Stokłosicą (na północy) od grzbietu Krzywego (na południu).
Nazwa potoku pochodzi prawdopodobnie od słowa gaúr, oznaczającego w języku dawnych przybyszów wołoskich niedźwiedzią gawrę, lub od albańskiego słowa gaura, oznaczającego wąwóz.